# Jean-Pierre Leclerc
 (novembre 2011).
Si vous disposez d'ouvrages ou d'articles de référence ou si vous connaissez des sites web de qualité traitant du thème abordé ici, merci de compléter l'article en donnant les références utiles à sa vérifiabilité et en les liant à la section « Notes et références ».
Jean-Pierre Leclerc, de son vrai nom Jean-Pierre Gandeboeuf, né le 3 juin 1949 à Clermont-Ferrand (Puy-de-Dôme) et mort le 24 août 2011 à Rueil-Malmaison, est un acteur et écrivain français.

## Biographie
Jean-Pierre Leclerc passe son enfance dans les cités Michelin de Clermont-Ferrand. Durant ses études au lycée Godefroy-de-Bouillon de la ville, il découvre la littérature grâce à son cousin Robert Leclerc, journaliste et comédien, ami de Fernand Raynaud qu'il rencontrera d'ailleurs. Robert Leclerc lui conseille de lire beaucoup pour comprendre comment est construit un roman.
Jean-Pierre Leclerc est aussi attiré par la comédie : à 16 ans, il intègre le théâtre universitaire de Clermont-Ferrand, aussi connu sous le nom du « théâtre des Chiens jaunes », où il restera 7 ans et découvrira les tournées en France et à l'étranger.
Jean-Pierre Leclerc décide ensuite de tenter sa chance à Paris où il arrive à l'âge de 24 ans. Son ami l'écrivain Georges Conchon, prix Goncourt avec L'État sauvage, le met en relation avec le monde du cinéma. Jean-Jacques Annaud le retient pour jouer dans le film Coup de tête avec Patrick Dewaere. Il joue ensuite dans la pièce La mère de Gorki avec la troupe de théâtre russe de La Taganka, l'équivalent de la Comédie-Française, qui est en tournée en France. La mise en scène est assurée par le grand Youri Lioubimov, directeur du théâtre et dissident à l'époque. Il enchaîne ensuite avec des téléfilms. Il écrit aussi des chroniques intitulées Les 3 coups du théâtre dans le journal L'Auvergnat de Paris.
Au début des années 1980, Jean-Pierre Leclerc fait la connaissance du poète et parolier Bernard Dimey, pour lequel il adapte au théâtre une de ses œuvres Poème voyou. Il joue ensuite dans six épisodes des Enquêtes du commissaire Maigret, et devient ami avec Jean Richard.
Jean-Pierre Leclerc accède ensuite à la notoriété avec le rôle de Jeannou dans la saga Châteauvallon qui est regardée par 14 millions de téléspectateurs. Il poursuit sa carrière de comédien dans la troupe des Tréteaux de France où il donne la réplique à Jean Davy et Marc François dans la pièce Lorenzaccio. On le retrouve ensuite dans le téléfilm Tiroir secret de Nadine Trintignant où il donne la réplique à Michèle Morgan. Il écrit aussi des pièces de théâtre.
Depuis ses débuts, Jean-Pierre Leclerc a joué dans une dizaine de films, une quarantaine de téléfilms et autant de pièces de théâtre.
En 1984, il rencontre Carole Marquand (sœur entre autres de Nadine Trintignant, Christian et Serge Marquand) qui l'accompagnera toute sa vie.
Dans les années 1990, la littérature prend le pas sur le métier de comédien, son premier livre est publié en 1993, L'Auvergne des douze, un livre qui rend hommage à douze écrivains auvergnats comme Blaise Pascal, Jules Vallès ou Alexandre Vialatte.
En 1996 est publié Contes et recettes d'Auvergne et d'Aveyron, écrit avec Francis Paneck ; l'année suivante, il publie D'un hiver à l'autre qui obtient le prix Lucien Gachon qui récompense le meilleur roman du terroir. Il participe ensuite à un livre de nouvelles intitulé Aux vents d'Auvergne.
Les romans s'enchaînent, avec Les Brûlures de l'été, Noces d'argile, Les Années de pierre, La Rouge Batelière, L'Eau et les Jours, Les Sentinelles du printemps, Un amour naguère, Julien ou l'Impossible Rêve, À l'heure de la première étoile, Le cavalier qui passe, Les Héritiers de Font Alagé, De longues fiançailles publié en 2010.
On retrouve Jean-Pierre Leclerc dans les deux derniers films d'Alain Corneau Le Deuxième Souffle et Crime d'amour sorti en 2010.
Jean-Pierre Leclerc meurt le 24 août 2011 après avoir lutté pendant une année contre une longue maladie[Laquelle ?]. Il est inhumé le 29 août à Paris, au cimetière du Père-Lachaise. Son dernier roman, Une vie retrouvée, a été publié en octobre 2011 aux Presses de la Cité.

## Publications
- L'Auvergne des douze, Les Trois Arches, 1993
- Contes et Recettes des Pays d'Auvergne et d'Aveyron, L'Archipel, 1996avec F. Paneck
- D'un hiver à l'autre, L'Archipel, 1997Prix Lucien Gachon
- Aux vents d'Auvergne, éditions du miroir, 1998
- Les Brûlures de l'été, L'Archipel, 2000
- Les Années de pierre, Presses de la cité, 2001
- Noces d'argile, L'Archipel, 2002
- La Rouge Batelière, Presses de la cité, 2002
- L'Eau et les Jours, Presses de la cité, 2004
- Les Sentinelles du printemps, Presses de la cité, 2004
- Un amour naguère, Presses de la cité, 2005
- Julien ou l'Impossible Rêve, Presses de la cité, 2006
- À l'heure de la première étoile, Presses de la cité, 2007
- Le Cavalier qui passe, éditions du bout de la rue, 2008
- Les Héritiers de Font-Alagé, Presses de la cité, 2009
- De longues fiançailles, Presses de la cité, 2010
- Une vie retrouvée, Presses de la cité, 2011

## Filmographie (liste non exhaustive)
- 1979 : Coup de tête de Jean-Jacques Annaud
- 1982 : Les Enquêtes du commissaire Maigret de Jean-Paul Sassy : Le Voleur de Maigret, série TV
- 1982 : Les Enquêtes du commissaire Maigret, épisode : Maigret et l'Homme tout seul de Jean-Paul Sassy
- 1983 : Les Enquêtes du commissaire Maigret, épisode : Un Noël de Maigret de Jean-Paul Sassy
- 1983 : Pair impair de Carole Marquand
- 1985 : Châteauvallon, série TV de Paul Planchon
- 1985 : Adieu blaireau de Bob Decout
- 1986 : Hôtel de police : les coursiers d'Emmanuel Fonlladosa (série télévisée)
- 1986 : Sauve-toi, Lola de Michel Drach
- 1987 : Il est génial papy ! de Michel Drach
- 1988 : La Maison de jade de Nadine Trintignant
- 1989 : Cinq jours en juin de Michel Legrand
- 1989 : Pause-café pause-tendresse, série TV de Serge Leroy
- 1994 : Rêveuse Jeunesse de Nadine Trintignant
- 1996 : La Nouvelle Tribu de Roger Vadim
- 2000 : Victoire ou la Douleur des femmes de Nadine Trintignant
- 2007 : Chez Maupassant : Miss Harriet de Jacques Rouffio
- 2007 : Le Deuxième Souffle d'Alain Corneau
- 2009 : Cadeau de rupture de Vincent Trintignant
- 2010 : Crime d'amour d'Alain Corneau